# Günter Gräwert

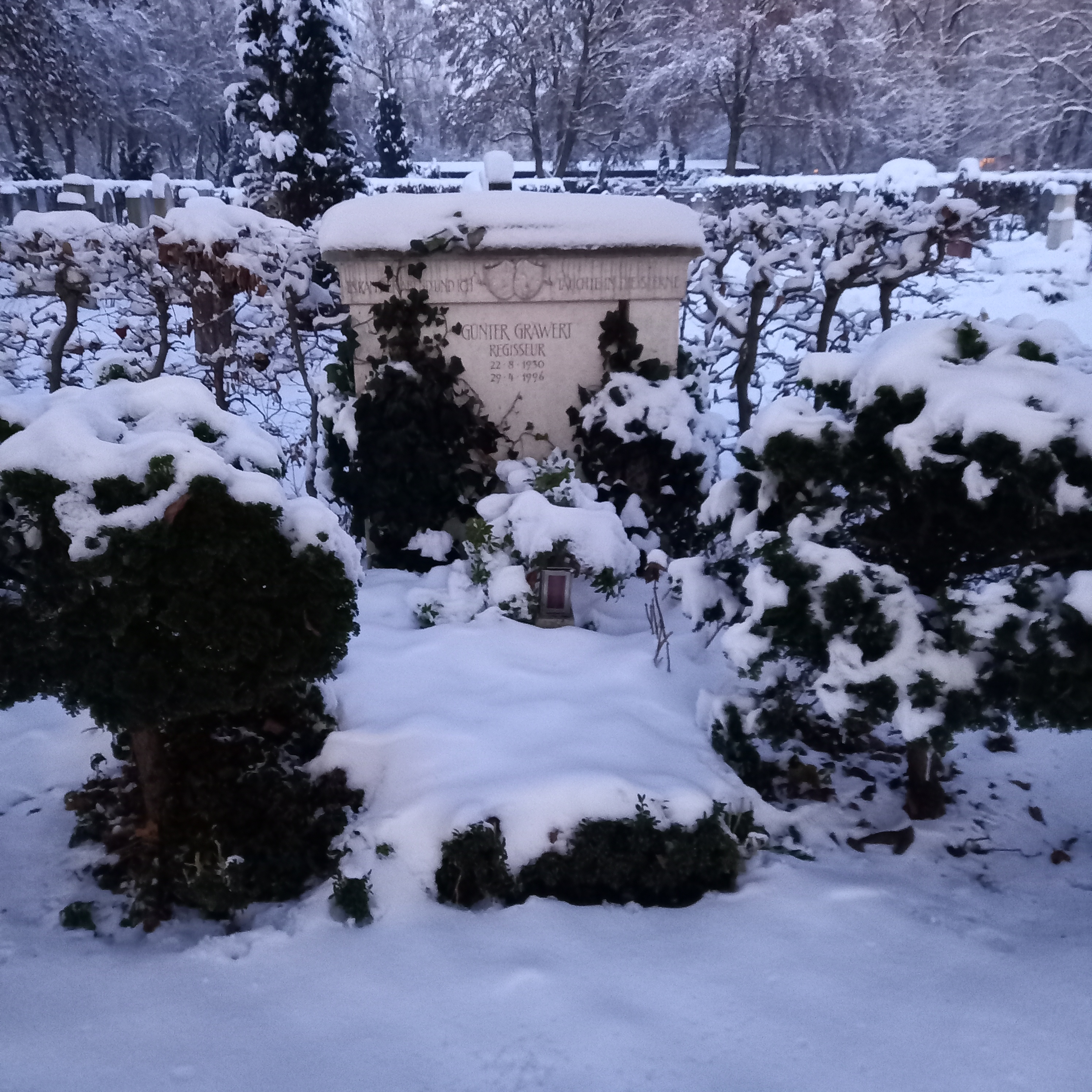
Tomba di Günter Gräwert al Nordfriedhof di Monaco

Günter Gräwert (Klaipėda, 22 agosto 1930 – Husum, 29 aprile 1996) è stato un attore e regista tedesco.

## Biografia
Dopo la maturità a Schwabing nel 1950, studia pittura e arte a Monaco, poi recitazione a Stoccarda. Verrà ingaggiato in diversi teatri tedeschi come il Berliner Ensemble di Bert Brecht e il Münchner Kammerspiele.
Come autore e regista è noto per serie televisive come Ein deutsches Attentat, Tatort, Die seltsamen Methoden des Franz Josef Wanninger (12 episodi), Polizeiinspektion 1 (11 episodi), Der Mann ohne Schatten, Der Alte (45 episodi) e L'ispettore Derrick (13 episodi).
Günter Gräwert muore nel 1996 sull'autostrada Husum-Amburgo per infarto.

## Filmografia (parziale)

### Regia
- 1961: Die Zukunft ist fällig (auch Drehbuch)
- 1962: Der Abstecher (auch Drehbuch)
- 1963: Die zwölf Geschworenen
- 1963: Zwei Whisky und ein Sofa
- 1964: Vorsicht Mister Dodd
- 1965: Onkelchens Traum
- 1965: Die selige Edwina Black
- 1966–1967: Die seltsamen Methoden des Franz Josef Wanninger (12 Folgen)
- 1966: Üb immer Treu nach Möglichkeit (Fernsehserie)
- 1967: Tragödie in einer Wohnwagenstadt
- 1967: Das Arrangement
- 1967: Ein Fall für Titus Bunge (13 Folgen)
- 1967: Der Röhm-Putsch
- 1968: Kinder des Schattens
- 1968: Der Eismann kommt
- 1968: Der Senator
- 1969: Das große Los
- 1969: Die Reise nach Tilsit
- 1969: Spion unter der Haube
- 1970: Zug fährt Wiental
- 1970: Der Polizeiminister
- 1970: Maximilian von Mexiko
- 1970: Kinderehen
- 1971: Heißer Sand
- 1971: Das große Projekt
- 1971: Die Weber
- 1971: Miks Bumbullis
- 1971: Der trojanische Sessel
- 1972: Tatort: Rattennest
- 1972: Der Illegale
- 1973: Liebe mit 50
- 1973: Steig ein und stirb
- 1973–1975: Kara Ben Nemsi Effendi
- 1974: Tausend Francs Belohnung
- 1974: Tod in Astapowo
- 1975: Ein deutsches Attentat
- 1976: Hans und Heinz Kirch
- 1976: Der wahre Jakob
- 1976: Tatort: Transit ins Jenseits
- 1976: Rosaura kam um zehn
- 1977: Tatort: Wer andern eine Grube gräbt …
- 1978–1993: Der Alte (45 Folgen)
- 1978: Tatort: Sterne für den Orient
- 1979: Jauche und Levkojen
- 1979: Tatort: Gefährliche Träume
- 1980: Nirgendwo ist Poenichen
- 1981: Es geht seinen Gang oder Mühlen in unserer Ebene
- 1981–1993: Derrick (13 Folgen)
- 1982: Besuch von drüben
- 1982: Der Gärtner von Toulouse
- 1985: Polizeiinspektion 1 (11 Folgen)
- 1986: Acht Stunden Zeit
- 1986: Am Morgen meines Todes
- 1987: Dies Bildnis ist zum Morden schön
- 1987–1988: Eichbergers besondere Fälle (9 Folgen)
- 1996: Der Mann ohne Schatten (2 Folgen)
- 1996: Tresko – Im Visier der Drogenmafia

### Sceneggiatura
- 1959: Ein Mann geht durch die Wand
- 1960: Am grünen Strand der Spree – 1. Teil
- 1961: Die Zukunft ist fällig
- 1961: Zu viele Köche
- 1961: Das Wunder des Malachias
- 1961: Der Strafverteidiger
- 1963: Zweierlei Maß
- 1963: Die Nacht der Schrecken
- 1964: Der Trojanische Krieg findet nicht statt
- 1965: Der Drache
- 1966: Die seltsamen Methoden des Franz Josef Wanninger (Fernsehserie, Folge 5, Episode: „Ballgeflüster“)
- 1967: Die seltsamen Methoden des Franz Josef Wanninger (Fernsehserie, Folge 19, Episode: „Das Fest der Mönche“)
- 1971: Heißer Sand
- 1972: Auf den Spuren der Anarchisten
- 1976: Tatort: Abendstern
- 1984: Die Krimistunde (Fernsehserie, Folge 10, Episode: „Ich spiel Sie an die Wand“)
- 1985: Polizeiinspektion 1 – Der Wunderheiler
- 1987: Der Alte: Der sanfte Tod (als Antiquitätenhändler)
- 1989: Schweinegeld – Ein Märchen der Gebrüder Nimm
- 1990: Derrick – Tossners Ende
- 1992: Abgetrieben

## Teatro
- 1957: Bertolt Brecht: Leben des Galilei – Regia: Erich Engel (Berliner Ensemble)